# Мужская сборная Венгрии по волейболу
Мужская национальная сборная Венгрии по волейболу (венг. Magyar férfi röplabda-válogatott) — представляет Венгрию на международных соревнованиях по волейболу. Управляющей организацией выступает Венгерская федерация волейбола (Magyar Röplabda Szövetség — MRSZ).

## История
Широкое распространение волейбол в Венгрии получил во второй половине 1940-х годов. Решающую роль в этом сыграли спортивные деятели, прибывшие в страну из Польши и Чехословакии. Одним из первых пропагандистов новой игры был преподаватель физвоспитания Иштван Белецки.
В 1946 году была основана Венгерская федерация волейбола, через год ставшая одним из учредителей ФИВБ. С 1947 проводятся чемпионаты Венгрии среди мужских и женских команд.
Впервые мужская сборная Венгрии была сформирована для участия в Балканском и Центральноевропейской чемпионате, который прошёл с 24 мая по 2 июня 1947 года в столице Албании Тиране. На нём венгерская национальная команда одержала одну победу над Албанией и проиграла командам Югославии, Румынии и Болгарии, заняв 4-е место.
На официальной международной арене венгерские волейболисты дебютировали в 1949 году, приняв участие в первом чемпионате мира, на котором заняли 7-е место. Спустя год сборная Венгрии стала бронзовым призёром чемпионата Европы, выиграв свои первые награды. Впоследствии венгерская национальная команда ещё один раз становилась обладателем медалей (серебряных) континентального первенства — в 1963 году. В дальнейшем войти в число призёров официальных турниров мужской сборной Венгрии не удавалось.
Вплоть до середины 1970-х годов сборная Венгрии была в числе сильнейших команд мира, неизменно входя в число участников чемпионатов мира и Европы, а в 1964 — и первого олимпийского турнира. Кроме того, в 1965 году венгры участвовали в первом розыгрыше Кубка мира. В последующие годы уровень национальной команды неуклонно стал падать и крупнейшие международные турниры стали проходить без её участия. Олимпиада-1964 до сих пор остаётся последней для мужской волейбольной сборной Венгрии, а на чемпионаты мира после 1978 года венгерские волейболисты квалифицироваться ни разу не смогли. Отборочные турниры чемпионатов Европы после 1985 года венгры сумели преодолеть лишь один раз — в 2001.
В настоящее время мужская сборная Венгрии в континентальном рейтинге занимает место в середине 3-го десятка.

## Результаты выступлений и составы

### Олимпийские игры
| - 1964 — 6-е место - 1968 — не квалифицировалась - 1972 — не квалифицировалась - 1976 — не участвовала - 1980 — не квалифицировалась - 1984 — не участвовала - 1988 — не участвовала - 1992 — не участвовала | - 1996 — не участвовала - 2000 — не квалифицировалась - 2004 — не квалифицировалась - 2008 — не квалифицировалась - 2012 — не квалифицировалась - 2016 — не участвовала - 2020 — не участвовала - 2024 — не участвовала |

- 1964: Бела Чафик, Вильмош Иванчо, Чаба Лантош, Габор Бодо, Иштван Мольнар, Отто Проуза, Ференц Тюшке, Тибор Флориан, Ласло Галош, Антал Кандьерка, Михай Татар, Ференц Яноши. Тренер — Ласло Порубски.

### Чемпионаты мира
| - 1949 — 7-е место - 1952 — 5-е место - 1956 — 8-е место - 1960 — 6-е место - 1962 — 7-е место - 1966 — 10-е место - 1970 — 11-е место - 1974 — отказ от участия - 1978 — 14-е место - 1982 — не участвовала - 1986 — не участвовала | - 1990 — не квалифицировалась - 1994 — не квалифицировалась - 1998 — не квалифицировалась - 2002 — не квалифицировалась - 2006 — не квалифицировалась - 2010 — не квалифицировалась - 2014 — не квалифицировалась - 2018 — не квалифицировалась - 2022 — не квалифицировалась - 2025 — не квалифицировалась |

- 1956: Михай Татар, Аттила Бенке, З.Берек, Ласло Галош, Ф.Гульяш, Б.Хорват, Ф.Яноши, Й.Ковач, Йожеф Майер, Йожеф Надь, Иштван Папп, Отто Проуза, Йожеф Варга. Тренер — Йожеф Абад.
- 1960: Йожеф Майер, Иштван Папп, Аттила Бенке, Ласло Галош, Михай Татар, Тибор Флориан, Йожеф Надь, Иштван Мольнар, Ференц Яноши, Ференц Блауман, Дьёрдь Ковер, Отто Пруза. Тренер — Йожеф Абад.

### Кубок мира
Сборная Венгрии участвовала в одном розыгрыше Кубка мира.
- 1965 — 7-е место

### Чемпионаты Европы
| - 1948 — не участвовала - 1950 — 3-е место - 1951 — не участвовала - 1955 — 7-е место - 1958 — 5-е место - 1963 — 2-е место - 1967 — 6-е место - 1971 — 5-е место - 1975 — 11-е место - 1977 — 4-е место - 1979 — 8-е место - 1981 — не квалифицировалась - 1983 — 11-е место - 1985 — не квалифицировалась - 1987 — не квалифицировалась - 1989 — не квалифицировалась - 1991 — не квалифицировалась | - 1993 — не квалифицировалась - 1995 — не квалифицировалась - 1997 — не квалифицировалась - 1999 — не квалифицировалась - 2001 — 11—12-е место - 2003 — не квалифицировалась - 2005 — не квалифицировалась - 2007 — не квалифицировалась - 2009 — не квалифицировалась - 2011 — не квалифицировалась - 2013 — не квалифицировалась - 2015 — не квалифицировалась - 2017 — не квалифицировалась - 2019 — не квалифицировалась - 2021 — не квалифицировалась - 2023 — не квалифицировалась - 2026 — |

- 1950: Тибор Анталпетер, Аттила Бенке, Ласло Бизик, Тибор Боршовски, Дьюла Хаваши, Эрнё Хенниг, Ласло Имре, Ласло Мошш, Золтан Немет, Лёринц Сабо. Тренер — Иштван Белички.
- 1963: Бела Чафик, Йожеф Фаркаш, Тибор Флориан, Ласло Галош, Вильмош Иванчо, Ференц Яноши, Антал Кандьерка, Чаба Лантош, Иштван Мольнар, Отто Проуза, Михай Татар, Ференц Тюшке. Тренер — Ласло Порубски.

### Евролига
Сборная Венгрия принимала участие в 7 розыгрышах Евролиги.
- 2013 — 12-е место
- 2017 — 5—6-е место
- 2018 — 18—19-е место (7—8-е в Серебряной лиге)
- 2019 — 17—18-е место (5—6-е в Серебряной лиге)
- 2021 — 14-е место (3-е в Серебряной лиге)
- 2022 — 15-е место (4-е в Серебряной лиге)
- 2023 — 14-е место (2-е в Серебряной лиге)
- 2024 — не участвовала

### «Дружба-84»
- 1984 — 6-е место

## Тренеры
| - 1946—1947 — Шандор Чефаи - 1947 — Йожеф Шпаньик - 1947 — Ласло Бизик - 1948 — Йожеф Абад - 1949 — Ласло Махачек - 1949 — Йожеф Шпаньик - 1950 — Иштван Белички - 1951 — Йожеф Абад - 1952—1953 — Ласло Прохаска - 1954—1956 — Йожеф Абад - 1957 — Ласло Прохаска | - 1957—1962 — Йожеф Абад - 1963—1969 — Ласло Порубски - 1970—1973 — Эрнё Хенниг - 1974 — Дьёрдь Юни - 1974—1975 — Фердинанд Тарнава - 1975—1983 — Матьяш Гарамвёлдь - 1984—1985 — Гастон Рока - 1985 — Михай Татар - 1985—1987 — Ференц Ботош - 1987—1990 — Петер Шандор - 1990—1991 — Ференц Ботош | - 1992—1995 — Лайош Немет - 1996 — Матьяш Гарамвёлдь - 1996—2001 — Шандор Ньяри - 2001—2007 — Дьёрдь Деметер - 2008—2011 — Шандор Кантор - 2012 — Иштван Келемен - 2013—2016 — Дьёрдь Деметер - 2017 — Хуан Мануэль Барриаль - 2018—2019 — Богдан Тэнасе - 2020—2022 — Роберт Кох - с 2023 — Петер Надь |

## Состав
Сборная Венгрии в квалификации чемпионата Европы 2026 (2024 год)
| №  | Имя, фамилия          | Год рождения | Рост | Амплуа      | Клуб                         |
| -- | --------------------- | ------------ | ---- | ----------- | ---------------------------- |
| 1  | Вильмош Сабо          | 2002         | 190  | связующий   | «МАВ-Элёре» Секешфехервар    |
| 2  | Бенце Амбруш          | 2001         | 192  | центральный | «Хершинг» Хершинг-ам-Аммерзе |
| 4  | Милан Такач           | 2000         | 170  | либеро      | «МАВ-Элёре» Секешфехервар    |
| 5  | Петер-Андор Больдижар | 2005         | 194  | центральный | «ФИНО-Капошвар» Капошвар     |
| 6  | Балинт Томаночи       | 2001         | 203  | центральный | «МАВ-Элёре» Секешфехервар    |
| 7  | Петер Бенедек         | 2002         | 195  | нападающий  | «Ведьес» Казинцбарцика       |
| 12 | Криштоф Хорват        | 1999         | 199  | нападающий  | «Локомотив» Пловдив          |
| 13 | Камерон-Иллеш Кин     | 1997         | 183  | связующий   | «Рапид» Бухарест             |
| 14 | Мате Кишш             | 2000         | 189  | либеро      | «Ведьес» Казинцбарцика       |
| 16 | Балинт Кечкемети      | 2003         | 200  | центральный | «Нидеростеррайх» Амштеттен   |
| 17 | Криштоф-Йожеф Саллаи  | 2006         | 195  | нападающий  | «Пенцюдьёр» Будапешт         |
| 18 | Петер Варга           | 2005         | 195  | нападающий  | «Кечкемет»                   |
| 19 | Балаж Бибок           | 1999         | 195  | нападающий  | «Нидеростеррайх» Амштеттен   |
| 20 | Давид Цицлавич        | 2006         | 200  | центральный | «Ведьес» Казинцбарцика       |

- Главный тренер — Петер Надь.
- Тренеры — Миклош Тороньяи, Гергей Дароци.